# Houtrijk
Houtrijk is een park in de plaats Nuenen in de Nederlandse provincie Noord-Brabant.

## Geschiedenis
Het park ontleent zijn naam aan de Villa Houtrijk, die hier werd gebouwd door de Rotterdamse industrieel Lucas Buijsman. De naam van de villa was ontleend aan een bosrijk perceel in de directe omgeving.
Naast de villa had bouwde Buijsman in 1893 een mosterdfabriekje: de Nederlandsche Stoommosterdfabriek "De Krans". Het bijbehorende mosterdzaad werd in kassen achter de fabriek gekweekt. In 1900 werd het bedrijfje met een mineraalwaterfabriek uitgebreid, die eveneens "De Krans" heette. Omstreeks 1940 werd het een opslagplaats en daarna omgebouwd tot een woning.
Het herenhuis werd na Lucas' dood in 1901 bewoond door diens dochter Cornelia, die gehuwd was met een linnenfabrikant Waldeck. In 1905 kocht de gemeente Nuenen, Gerwen en Nederwetten het pand, om het in 1919 te verkopen aan Willem Anderegg, die huisarts was. Tot 1959 was in het pand een huisartsenpraktijk gevestigd. Toen werd het verkocht aan de beleggingsmaatschappij De Nieuwe Erven, onderdeel van Philips. De Nieuwe Erven verhuurde het aan de Hervormde Gemeente ten behoeve van culturele activiteiten, maar het gebouw raakte snel in verval en werd in 1973 gesloopt. Op de plaats van het herenhuis werd een nieuwe villa gebouwd.
De grote tuin van de villa werd in 1975 door de gemeente (opnieuw!) aangekocht en werd een openbaar park, waarin zich nog een vijver en een aantal merkwaardige bomen bevinden. In 1976 verkreeg de aanliggende straat de naam Houtrijk, en in 2008 werd ook het park officieel Houtrijk genoemd.